# Ghiandola sottomandibolare
La ghiandola sottomandibolare o, storicamente, ghiandola sottomascellare (lat. glandula submandibularis) fa parte delle ghiandole salivari maggiori; le altre sono la ghiandola parotide e la ghiandola sottolinguale.
Pari e simmetrica, ciascuna ghiandola presenta un corpo, a forma di mandorla, avente dimensioni di circa 20x10x10 mm, situato in una loggia osteofibrosa chiamata loggia sottomandibolare e un prolungamento superiore disposto al di sopra della doccia dei muscoli miloioidei nel contesto della sottomucosa del pavimento della cavità orale. Tale prolungamento si continua con il dotto di Wharton che decorre medialmente alla ghiandola sottolinguale e va a sboccare in corrispondenza delle caruncole linguali, a lato del frenulo della lingua.

## Conformazione e architettura
Ciascuna delle due ghiandole,destra e sinistra, presenta una superficie leggermente irregolare di colore giallo grigiastro, è rivestita da una capsula fibrosa e presenta un'organizzazione di tipo lobulare, identica a quella della parotide.

## Struttura
È una ghiandola mista con adenomeri costituiti per il 90% da acini sierosi e 10% da acini mucosi  a fondo cieco in parte avvolti in semilune sierose conosciute come semilune del Giannuzzi.  Gli acini sono composti da aggregati di cellule che si dispongono a formare un unico strato che nel complesso porta alla formazione di sferette cave rivestite da una membrana basale propria e circondate da una ricca rete di capillari; questa conformazione è molto simile a quella della parotide ma differisce per alcuni dettagli ultrastrutturali e, in particolare, per la conformazione dei granuli che mostrano al loro interno una zona più elettrondensa di forma lenticolare che corrisponde ad un diverso contenuto. Infatti, oltre alla proteina PRP tipica dei granuli parotidei, sono presenti diversi enzimi quali l'amilasi, la lattoferrina e la perossidasi. Gli elementi mucosi presentano una struttura piramidale e sono caratterizzati da un esteso reticolo endoplasmatico rugoso, da gocciole di muco e da un apparato del Golgi.  Il sistema escretore è costituito da un insieme di condotti distinti in intralobulari ed extralobulari; gli intralobulari sono divisi a loro volta in dotti intercalari e dotti striati o salivari, gli extralobulari sono invece raggruppati in condotti interlobulari, interlobari e dotto di Warthon. Questa struttura è uguale a quella della parotide, con due differenze: la minore lunghezza dei dotti intercalari e il minor spessore del dotto escretore principale.

## Vasi e nervi
La ghiandola è irrorata dall'arteria facciale e dalla sottolinguale. L'innervazione è fornita da fibre ortosimpatiche ad azione eccitosecretrice mucosa e vascocostrittrice e da fibre parasimpatiche ad azione eccitosecretrice sierosa e vasodilatatrice di pertinenza del nervo intermedio di Wrisberg.

## Galleria d'immagini

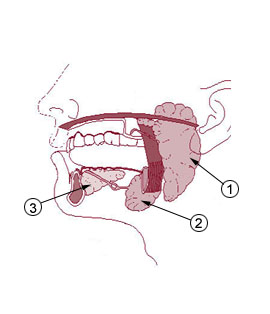
1)Ghiandola parotide 2)Ghiandola sottomandibolare 3)Ghiandola sublinguale
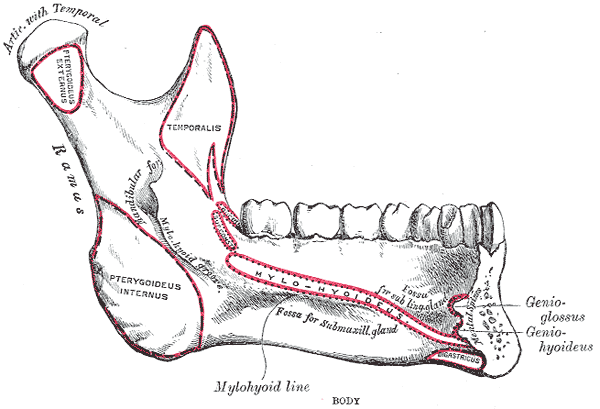
Faccia interna della mandibola
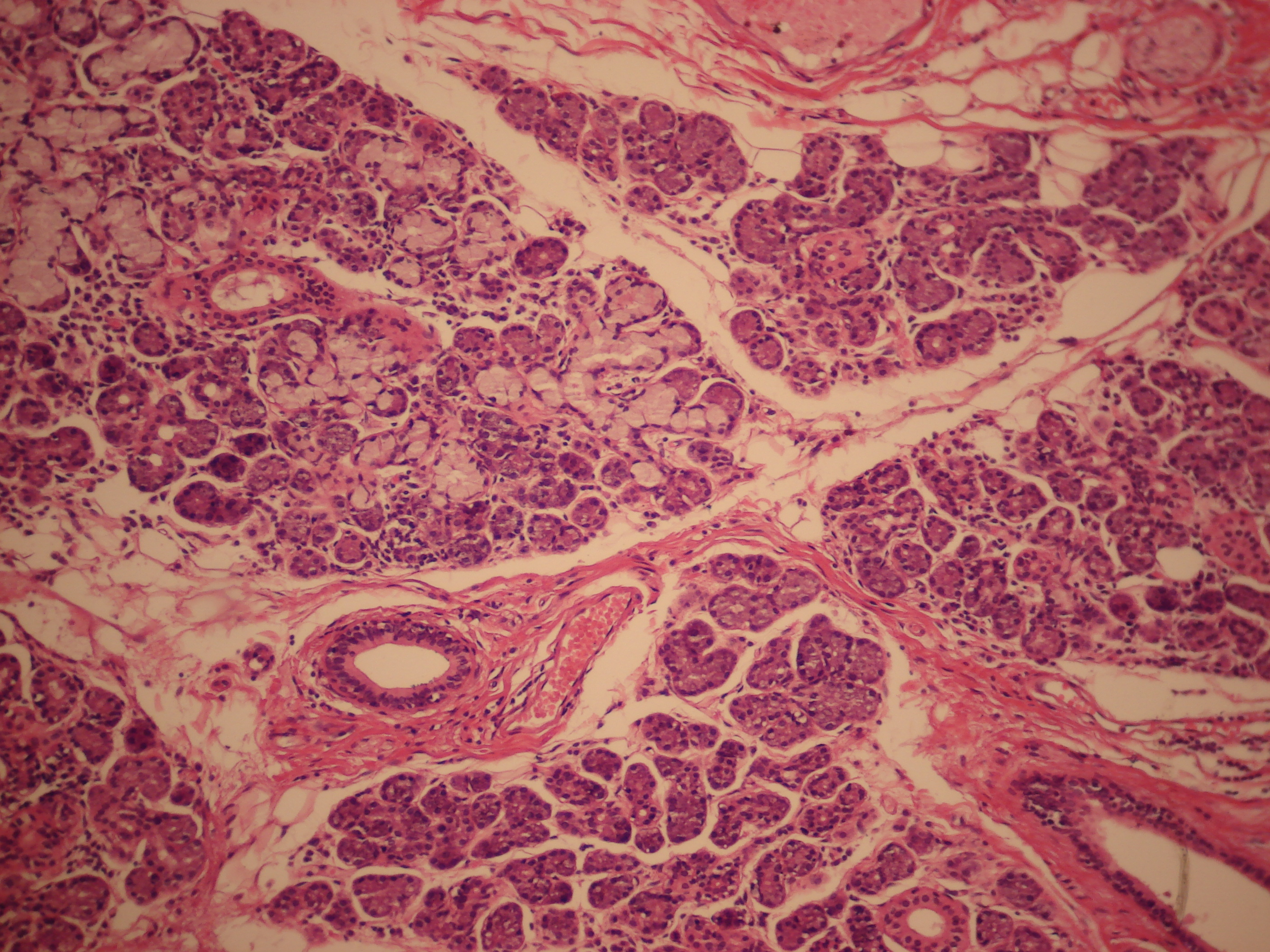
Le cellule a secrezione mucosa sono identificabili per la mancanza di colorazione, mentre le cellule a secrezione sierosa hanno una colorazione basofila.